# La Machine (album)
Pour les articles homonymes, voir La Machine.
Albums de Jul
C'est pas des LOL
(2019) Loin du monde
(2020)
Singles
1. Sousou
Sortie : 26 mars 2020
2. Fait d'or
Sortie : 9 mai 2020
3. Folie
Sortie : 27 mai 2020
4. Italia
Sortie : 19 juin 2020
5. Ça sent bon
Sortie : 18 juillet 2020

La Machine est le treizième album studio et le vingtième projet musical du rappeur français Jul. Il est sorti le 19 juin 2020 sous le label D'or et de platine.

## Genèse
Un peu plus de trois mois après la sortie de C'est pas des LOL, Jul dévoile le clip Sousou, son premier titre de l'année 2020 et premier extrait de son album La Machine. Le 29 avril, sur son compte Instagram, il annonce le nom et la date de sortie de l'album dont la sortie est prévue pour le 19 juin,. Le 9 mai, il dévoile le clip Fait D'or, deuxième extrait (après Sousou) de l'album. Le 26 mai, il dévoile la tracklist de l'album. Le 27 mai, il sort le troisième extrait de l'album, Folie, qui reprend l'air de Nuit de folie de Début de soirée.
Sur ce projet, on peut noter la présence du rappeur Nessbeal ou encore du duo Bigflo et Oli, mais aussi de Moubarak, Jimmy Sax ou encore de la jeune rappeuse Doria.
Le 19 juin, il sort l'album et le clip Italia sur YouTube.
Le 18 juillet, il sort le clip Ça sent bon, nouvel extrait de l'album.

## Accueil commercial
En une semaine, l'album s'écoule à 42 246 exemplaires, permettant à Jul de réaliser le meilleur démarrage de l'année. L'album est certifié disque d'or le 29 juin, soit dix jours après sa sortie. L'album devient disque de platine début août. Il devient double disque de platine en juillet 2021. Il s'agit du treizième double disque de platine de la carrière de Jul, il se classe désormais seul à la seconde place, à deux longueurs du record en France de Johnny Hallyday avec quinze double disque de platine.

## Liste des titres
| 1.  | Folie                                     | 3:59 |
| 2.  | Italia                                    | 3:33 |
| 3.  | Ça sent bon                               | 3:45 |
| 4.  | Pour la street                            | 3:13 |
| 5.  | Rentrez pas dans ma tête (feat. Nessbeal) | 4:11 |
| 6.  | Eh ouais fils                             | 3:05 |
| 7.  | J'suis pas parti                          | 2:48 |
| 8.  | Toi même tu sais (feat. Doria)            | 3:54 |
| 9.  | Je suis pas ton pote                      | 3:26 |
| 10. | Bravo                                     | 4:46 |
| 11. | Veste quechua                             | 2:56 |
| 12. | Toute la nuit (feat. Jimmy Sax)           | 3:24 |
| 13. | Laisse-moi là seul (feat. Moubarak)       | 3:30 |
| 14. | Grande                                    | 3:08 |
| 15. | Fait d'or                                 | 5:15 |

| 1.  | Sousou                                                       | 3:58 |
| 2.  | C'est un bonbon                                              | 3:27 |
| 3.  | Confinement                                                  | 2:55 |
| 4.  | Toute la ligne                                               | 3:11 |
| 5.  | Que ça dure (feat. Bigflo & Oli)                             | 5:08 |
| 6.  | Davai Davai                                                  | 2:23 |
| 7.  | Vatos Locos (feat. Morad)                                    | 3:34 |
| 8.  | J'ai tout essayé                                             | 4:03 |
| 9.  | En cas de...                                                 | 2:59 |
| 10. | Fait tes comptes (feat. Ghetto Phénomène, Kamikaz, Moubarak) | 5:35 |
| 11. | Ce soir                                                      | 4:32 |
| 12. | Pas méchant                                                  | 3:19 |
| 13. | Pourquoi tu mens ?                                           | 2:23 |
| 14. | Zubrowska                                                    | 3:26 |
| 15. | MacBook                                                      | 3:27 |

## Titres certifiés
- Folie  Or[14]

- Italia  Diamant[15]

- Sousou  Diamant[16]

- Fait d’or  Or

## Clips vidéos
- Sousou : 26 mars 2020
- Fait d'or : 9 mai 2020
- Folie : 27 mai 2020
- Italia : 19 juin 2020
- Ça sent bon : 18 juillet 2020

## Classements et certifications
Classements
La Machine entre en tête des ventes lors de sa sortie. L'album reste en première place durant deux semaines, de la semaine du 26 juin
à celle du 10 juillet
puis de nouveau de la semaine du 24 juillet à celle du 14 août.
Certifications et ventes
| Région        | Certification | Ventes/Streams |
| ------------- | ------------- | -------------- |
| France (SNEP) | 2 × Diamant   | 500 000        |